# Гилберт, Джиллиан
Джи́ллиан Ги́лберт (англ. Gillian Gilbert; род. 27 января 1961 года) — британская музыкант, наиболее известная по участию в группе New Order, в которой она выполняет функции гитариста и клавишника. Со своим мужем Стивеном Моррисом (тоже членом New Order) Гилберт также записывается в рамках проекта The Other Two.
В состав New Order Гилберт была приглашена по предложению менеджера Роба Греттона. Её первое выступление с группой состоялось 25 октября 1980 года. Ей в своё время довелось играть ещё с Joy Division, несколько раз замещая на гитаре Самнера. В New Order её обязанности вошла игра на ритм-гитаре и синтезаторе. В 1991—1999 гг., во время неофициального распада New Order, Гилберт и Моррис записывались вместе под названием The Other Two. Именно в рамках этого проекта она впервые исполняла вокальные партии (в New Order она не поёт). В 2001 году Гилберт официально вышла из состава New Order из-за болезни своей дочери. В 2011 году New Order собрались вместе после очередного перерыва, и Гилберт была приглашена принять участие в благотворительных концертах группы.